# 清远长隆站
清远长隆站，位于中國广东省清远市清城区的铁路车站，為清远长隆磁浮旅游专线的起点站与唯一换乘站，於2025年1月25日啟用。

## 车站结构

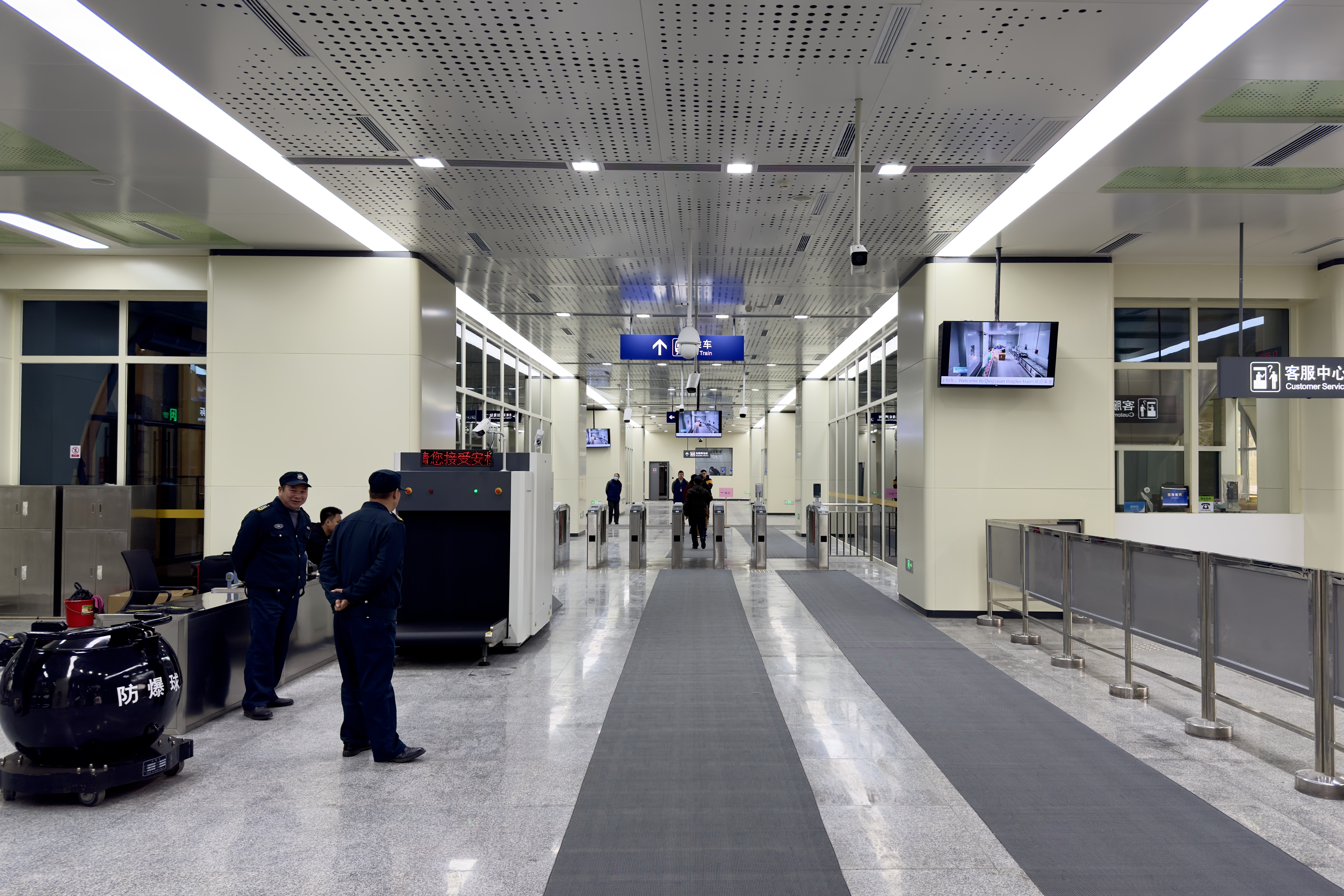
站厅

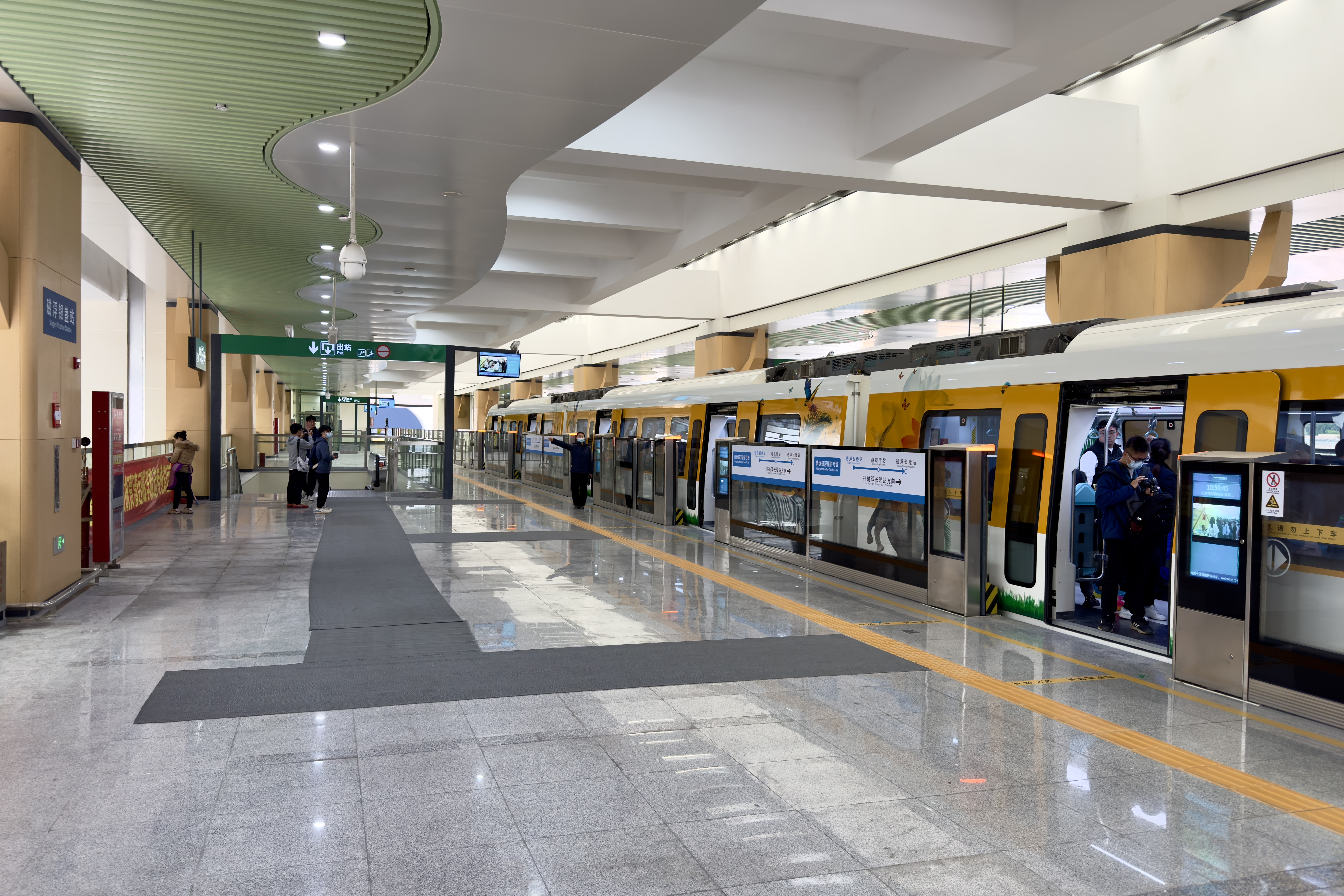
侧式站台

磁浮银盏站共有三层，地面为出入口及卫生间，地上二层为站厅，地上三层为站台。车站周边为广清大道、新银盏温泉度假村和城际银盏站。
本站与清远磁浮的银盏停车场接轨。
| 地上三层 |                     | 清远长隆磁浮旅游专线 终点站台                         |          |          |
|          | 站台（西） 备用站台 | 岛式站台                                              | 岛式站台 | 岛式站台 |
|          |                     | 清远长隆磁浮旅游专线 长隆森林王国方向（下站：湖蝶湾） |          |          |
|          | 站台（东）          | 侧式站台                                              | 侧式站台 | 侧式站台 |
| 地上二层 | 站厅                | 售票機、客服中心、警务室、安检设施                    |          |          |
|          |                     | 通道前往城际银盏站（未启用）                          |          |          |
| 地面     | 出入口              | 卫生间                                                |          |          |

## 历史
2016年12月6日，清远市政府与中国铁建签订《旅游快线轨道交通项目合作框架协议》，宣布建设广东省首条中低速磁悬浮轨道。一年后，项目正式动工。
2021年3月22日，本站主体结构封顶。2023年5月24日，车站成功通电。
2024年2月至4月间，线路开展试运营。乘客由本站上车，乘车至磁浮长隆站后随即原车折返，中途不下车。
2025年1月25日，本站随清远磁浮正式开通运营。开通时名磁浮银盏站，同年7月21日更名为清远长隆站。

## 接駁交通
- 公交（城轨银盏站）：225、226、226快线、235
- 城际（银盏站）：广清城际铁路